# 326 av. J.-C.
Cette page concerne l'année 326 av. J.-C. du calendrier julien proleptique.

## Événements
- Février : Héphaestion, général d’Alexandre, avance du Gandhara vers l’Indus. Alexandre le Grand passe l’Hindou Kouch, guerroie dans la vallée de Swat et prend la forteresse de l’Aornos[1].
- Avril : les armées d’Alexandre le Grand font leur jonction en Inde devant l’Indus[1] près d’Attok, et franchissent le fleuve sur un pont de bateaux. Alexandre soumet sans coup férir le roi de Taxila, Omphis (Ambhi)[2].

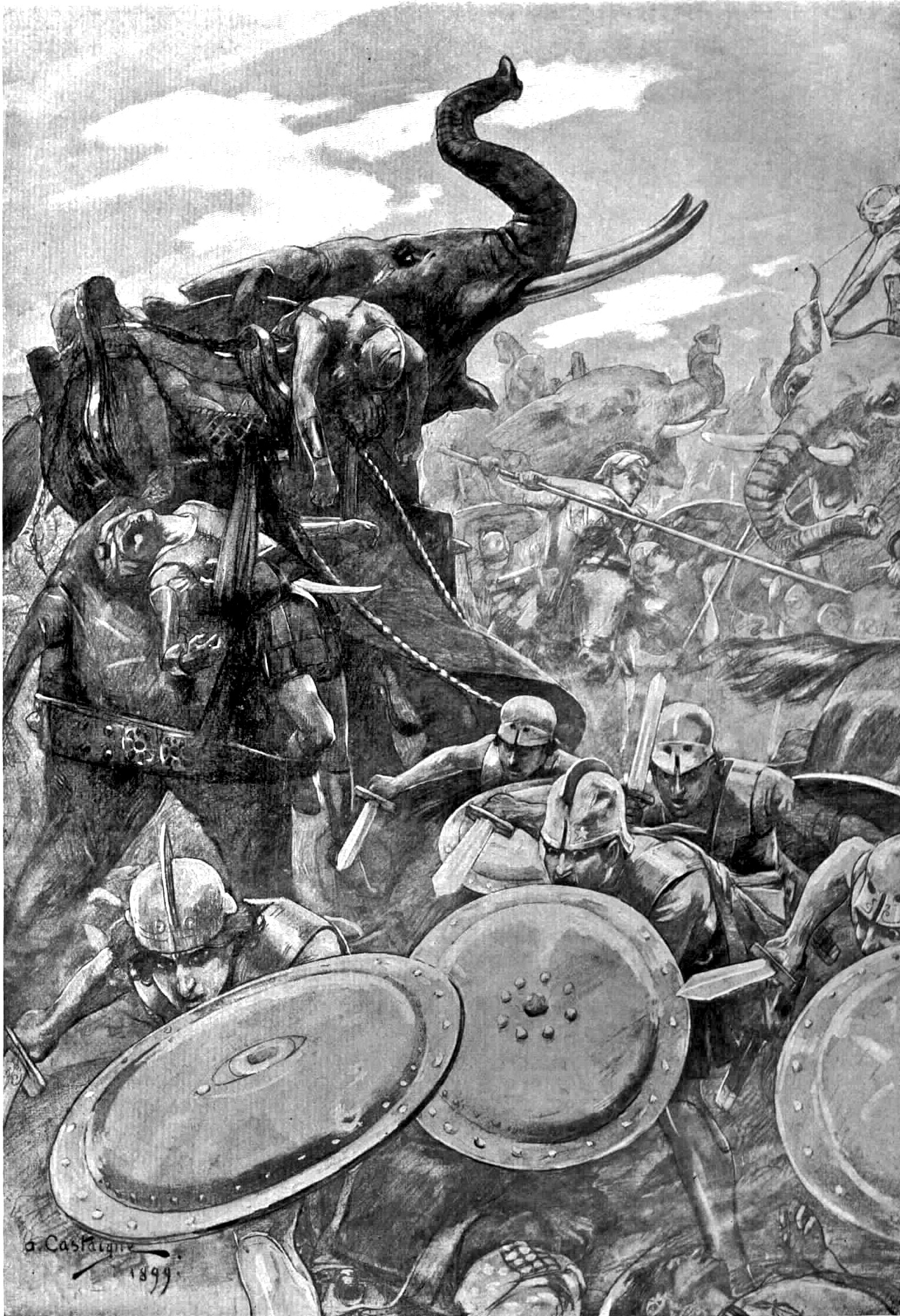
Bataille de l'Hydaspe, gravure d'André Castaigne (1898-1899).

- Mai[1] : Alexandre franchit l’Hydaspes (Jhelum) puis surprend Porus (Paurava), roi de Pendjab, et son armée composée de 30 000 fantassins, 4 000 cavaliers, 300 chars et 200 éléphants à la bataille de l'Hydaspe. Il lui laisse son royaume. Il marche jusqu’à l’Hyphasis (Beâs) et s’apprête à envahir le royaume des Nanda dans la vallée du Gange. Plutarque mentionne qu’un certain Sandrocottus (Chandragupta Maurya) conseilla à Alexandre d'attaquer le dernier Nanda, qui était impopulaire.

- Juillet : sur l’Hyphasis, Alexandre se heurte au refus de son armée d’aller plus loin[1]. Il construit douze autels sur place, puis repart, après avoir fondé deux colonies sur l’Hydaspes (Alexandrie Nicée près de l’actuelle Karachi et Bucephalia).

- 6 septembre (11 septembre du calendrier romain) : début à Rome du consulat de Caius Poetelius Libo Visolus et Lucius Papirius Cursor. Le dictateur Claudius Marcellus n’a pas pu organiser de comices centuriates pour l’élection des consuls. Il faut recourir aux interrois. Lucius Aemilius Mamercinus Privernas, quatorzième interroi, procède à la tenue des élections[3]. 
  - Les Lucaniens et les Apuliens s'allient avec Rome contre les Samnites. La guerre continue contre les Samnites : les Romains prennent Allifae, Callifae et Rufrium. Le proconsul Quintus Publilius Philo parvient à prendre la colonie grecque de Paleopolis dans la baie de Naples avant l'intervention attendue de la flotte de Tarente[4] ; la garnison samnite est chassée de la ville qui signe un traité d’alliance avec Rome[3].
  - Lex poetelia-Papiria abolit la servitude pour dettes, selon la tradition (nexum)[3].
  - Rome frappe en Campanie ses premières monnaies d’argent, les « didrachmes romano-campaniens »[5].
- Novembre : Alexandre décide de descendre l’Hydaspes avec sa flotte. Durant l’hiver, il est blessé par une flèche et des bruits courent sur sa mort[1].

## Décès en 326 av. J.-C.
- Bucéphale, cheval d’Alexandre.